# Kostas Kasapoğlu
Kostas Kasapoğlu (Estambul, 15 de noviembre de 1935 - Estambul, 6 de abril de 2016) fue un futbolista turco de ascendencia griega que jugaba en la demarcación de extremo.

## Selección nacional
Jugó un total de un partido con la selección de fútbol de Turquía. Lo hizo el 25 de noviembre de 1956 en un partido amistoso contra Checoslovaquia en un encuentro que finalizó con un resultado de empate a uno tras los goles de Ergun Öztuna por parte de Turquía y de Jiří Feureisl por parte de Checoslovaquia.

## Clubes
| Club         | País    | Año         | Partidos | Goles |
| ------------ | ------- | ----------- | -------- | ----- |
| Beyoğluspor  | Turquía | 1954 - 1956 | 36       | 10    |
| İstanbulspor | Turquía | 1956 - 1972 | 386      | 76    |
| Taksim SK    | Turquía | 1972 - 1973 |          |       |

## Palmarés

### Campeonatos nacionales
| Título               | Club         | País    | Año  |
| -------------------- | ------------ | ------- | ---- |
| TFF Primera División | İstanbulspor | Turquía | 1968 |